# Emily Ehrlich
Pour les articles homonymes, voir Ehrlich.
Emily Ehrlich, née le 25 décembre 1993 à Dearborn dans le comté de Wayne, est une coureuse cycliste américaine. 

## Biographie
Emily Ehrlich est née le 25 décembre 1993 vers Détroit dans le comté de Wayne. Elle pratique le patinage de vitesse avant de se tourner vers le cyclisme à l'âge de 20 ans. À partir de 2017, elle participe principalement à des critériums aux États-Unis. Ses succès sur le calendrier national américain comprennent notamment un record de quatre victoires au classement général de la Valley of the Sun Stage Race en Arizona. 
En 2023, Ehrlich court pour la première fois pour une équipe enregistrée à l'UCI avec la formation américaine Virginia's Blue Ridge-TWENTY24. Elle remporte deux étapes du Tour of the Gila, dont un contre-la-montre individuel. En 2024, elle fait partie de l'équipe olympique américaine sur piste, mais malgré deux titres aux championnats panaméricains, elle n'est pas sélectionnée pour les Jeux olympiques de Paris. Aux championnats panaméricains de 2025, elle est sacrée pour la deuxième fois consécutive championne panaméricaine de la poursuite individuelle et par équipes. Elle décroche également la médaille d'argent sur le contre-la-montre individuel sur route.

## Palmarès sur route

### Par années
- 2021
  - 2e du Sunny King Criterium
  - 3e de l'Intelligentsia Cup
- 2022
  - Valley of the Sun Stage Race
- 2023
  - Valley of the Sun Stage Race
    - Classement général
    - 1re étape (contre-la-montre)

  - Redlands Bicycle Classic
    - Classement général
    - 3e étape

  - 3e et 4e étapes du Tour of the Gila
  - 2e de la Joe Martin Stage Race
  - 3e du Chrono Gatineau
  - 3e du Tour of the Gila
- 2024
  - 3e étape du Redlands Bicycle Classic
  - Valley of the Sun Stage Race
    - Classement général
    - 1re étape (contre-la-montre)
- 2025
  -  Championne des États-Unis du contre-la-montre
  - Valley of the Sun Stage Race
    - Classement général
    - 1re étape

  - 4e étape du Tour de Bloom (contre-la-montre)
  -  Médaillée d'argent du championnat panaméricain du contre-la-montre
  - 3e de Tucson Bicycle Classic

### Classements mondiaux
| Année                                 | 2023 | 2024 |
| ------------------------------------- | ---- | ---- |
| Classement UCI                        | 242e | 704e |
|                                       |      |      |
| Légende : nc = non classéSource : UCI |      |      |

## Palmarès sur piste

### Championnats du monde
| Édition / Épreuve | Poursuite individuelle |
| Ballerup 2024     | 10e                    |

### Championnats panaméricains
- Los Angeles 2024
  -  Médaillée d'or de la poursuite individuelle
  -  Médaillée d'or de la poursuite par équipes
- Asuncion 2025
  -  Médaillée d'or de la poursuite individuelle
  -  Médaillée d'or de la poursuite par équipes